# مي موسودزي
إليزابيث ماريا «ماي» موسودزي (بالإنجليزية: Elizabeth Maria "Mai" Musodzi Ayema)‏، الحاصلة على رتبة الإمبراطورية البريطانية (من مواليد عام 1885 - وتُوفيت عام 1952) هي عاملة وأخصائية اجتماعية من سالزبوري، رودسيا.

## سيرتها الذاتية
وُلدت مي موسودزي حوالي عام 1885 بالقرب من ساليزبوري (أو كما تُعرف الآن بهراري) في وادي مازووي العلوي إلى لتشيباجا ومازفيوانا. عمة موسودزي هي الزعيمة الروحانية نهاردا نياكاسيكانا. تيتمت موسودزي وأشقائها في أعقاب ثورات مكافحة الاستعمار في 1896-1897 ضد شركة جنوب أفريقيا البريطانية، مما جعلهم يذهبون للعيش مع عمهم في البعثة اليسوعية بشيشاواشا. تم تعميد موسودزي إليزابيث ماريا في عام 1907 وتزوجت من رقيب شرطة زامبيا في جيش صرب البوسنة فرانك كاشيمبو أيما في عام 1908.
ساعدت موسودزي في تأسيس نادي النساء الأفريقيات بهراري في عام 1938، وقادت المنظمة التي قدمت المساعدة المتبادلة، وقدمت خدمات ودروس للنساء، وضغطت للحصول على عيادة للأمومة يعمل بها نساء مدربات تابعات للحركة الدولية للصليب الأحمر والهلال الأحمر . كما دعمت موسودزي حقوق المرأة في أدوارها في المجلس الاستشاري الوطني واللجنة الأفريقية التابعة للجمعية الوطنية للرعاية الاجتماعية. عملت موسودزي أيضًا ضد عمليات الإخلاء والاعتقال التعسفي للنساء بالإضافة إلى الفحوص المهينة للأمراض المنقولة جنسياً. وفي أربعينيات القرن العشرين، شكلت موسودزي مجموعة الأخوات تشيتا تشاماريا هوزي ييدنغا (والتي تعني جماعة الأخت ماري كوين) مع بيريتا تشارلي وسابينا مابونغا. تزعمت موسودزي المجموعة وحصلت على تسمية الأم.
في أبريل من عام 1947، حصلت موسودزي على رتبة الإمبراطورية البريطانية وكانت من بين مجموعة مختارة من الضيوف الذين دُعوا إلى تناول الطعام في مقر الحكومة مع الملكة إليزابيث والعائلة الملكية. رفضت موسودزي الجلوس على الطاولة المخصصة للوجهاء الأفارقة خلال العشاء الملكي، وفضلت بدلًا منه الجلوس على الأرض.
توفيت موسودزي في 21 يوليو 1952. تم تغيير اسم قاعة الترفيه في سالزبوري في مبار إلى قاعة مي موسودزي تكريمًا لها. نشر المؤرخ تسونيو يوشيكوني كتاب إليزابيث موسودزي وولادة الحركة النسوية الأفريقية في أوائل أفريقيا المستعمرة في عام 2008.